# Bergveck
Bergveck benämns det veck, inom origami, som bildas då pappret viks bakåt, från vikaren (i bilden nedan är personen som viker pappret placerad ovanför bilden):
Namnet bergveck kommer av att vecket bildar formen av ett spetsigt berg.
I många origami-instruktioner visas denna typ av veck genom en punktstreckad linje (−··−··−··−··−).
Motsatsen till bergveck är dalveck.